# کلاغ نخلی
کلاغ نخلی یا کلاغ نخل‌نشین (نام علمی: Corvus palmarum) نام یک گونه از سرده کلاغ است.